# Silver Pictures
La Silver Pictures è una casa di produzione cinematografica fondata nel 1980 dal produttore hollywoodiano Joel Silver.
La produttrice Susan Levin, moglie dell'attore Robert Downey Jr., è stata vice presidente esecutivo di produzione dal 2006 al 2009.
Dalla sua fondazione fino al 1987, la società aveva la propria sede presso la 20th Century-Fox, fu trasferita poi in quell'anno presso la Warner Bros. Nel 1999, lanciò, insieme Robert Zemeckis, produttore esecutivo della serie I racconti della cripta, la Dark Castle Entertainment, suddivisione specializzata in film thriller e horror.
Nel 2012, Joel Silver e la Warner Bros. hanno concluso il loro rapporto di produzione, marketing e distribuzione durato ben 25 anni, poiché Silver era disaccordo con il modo in cui la Warner Bros. aveva gestito il marketing e l'uscita dei film prodotti dalla sua compagnia. Nonostante la fine della collaborazione, Silver e la Warner Bros. co-produrranno The Nice Guys nel 2016.
Nello stesso anno, Joel Silver e la Universal Studios stringono un accordo di marketing e distribuzione per il nord-america della durata 5 anni e 12 film, a partire dal thriller d'azione Non-Stop con Liam Neeson uscito il 28 febbraio 2014. Il secondo film nell'accordo doveva originariamente essere The Loft, un film di terze parti per il quale la divisione Dark Castle Entertainment della Silver Pictures acquistò i diritti di distribuzione negli Stati Uniti (così come fatto per Splice). La Universal aveva pianificato di distribuire The Loft il 29 agosto 2014, ma cambiò i piani in favore di Necropolis - La città dei morti della Legendary Pictures. Universal e Dark Castle vendettero quindi i diritti di distribuzione alla Open Road Films, che pubblicò The Loft il 30 gennaio 2015. Da allora in poi tutte le produzioni della Silver Pictures e della Dark Castle furono escluse dall'accordo di distribuzione con la Universal.
Tre anni dopo la sottoscrizione dell'accordo di distribuzione con Universal, Silver stringe un accordo con il finanziere canadese Daryl Katz, fondatore e presidente del Katz Group of Companies, una delle più grandi aziende private del Canada. Daryl Katz detiene interessi nei settori farmaceutico, sportivo, dell'intrattenimento e immobiliare. I due si sono uniti per creare una serie di lungometraggi, progetti digitali e programmi televisivi.
Prima dell'accordo di Silver con Katz, la Silver Pictures aveva bisogno del sostegno degli studios per sviluppare e finanziare i suoi film. Dopo la formazione della nuova partnership, la Silver ha acquisito la capacità e la forza finanziaria di lavorare a progetti sia all'interno che all'esterno del sistema degli studios.
Nel 2012 Hal Sadoff, agente finanziario di lunga data, lascia la ICM per ricoprire il ruolo di amministratore delegato della Silver Pictures Entertainment. Il 13 novembre 2015, la Silver Pictures Television ha ricevuto da Lionsgate Television un accordo first-look con il quale la Silver avrebbe sviluppato progetti per lo studio.
Il 24 giugno 2019, Sadoff ha annunciato le dimissioni di Silver dall'azienda.

## Logo
L'azienda non ha avuto alcun logo fino a Verdetto Finale, uscito nei cinema il 4 ottobre 1991.

### Il primo logo
Il primo logo era un chip che emergeva da un nastro d'acqua su sfondo blu. Ruotava fino al centro dello schermo, mentre l'acqua scompariva e sotto appariva la scritta SILVER PICTURES. La musica era un brano orchestrale di Michael Kamen.
Nei film successivi, lo sfondo è diventato di blu meno lucente.
Fece la sua ultima apparizione in Amici x la morte.

### Il secondo logo
Questo logo è apparso per la prima volta in Kiss Kiss Bang Bang, uscito il 21 ottobre 2005, ed è ancora quello attuale.
Su sfondo nero, appaiono le fessure grigie di una versione ridisegnata del logo precedente, dando luce bianca. Ruotano e si allontanano, mentre diventano nere con nuvole, su sfondo bianco. Le nuvole scompaiono e i colori vengono scambiati.
Dal chip scende la parola bianca SILVER PICTURES; questa a volte non appare (stessa cosa anche per i loghi di RatPac Entertainment e Scott Free Productions). Come musica viene usato il tema di apertura del film.

## Produzioni
Film co-prodotti con:

### Warner Bros.
- Arma letale (Lethal Weapon, 1987)
- Arma letale 2 (Lethal Weapon 2, 1989)
- Verdetto finale (Ricochet, 1991)
- Arma letale 3 (1992)
- Demolition Man (1993)
- Richie Rich - Il più ricco del mondo (Ri¢hie Ri¢h, 1994)
- Assassins (1995)
- Facile preda (Fair Game, 1995)
- Decisione critica (Executive Decision, 1996)
- Due padri di troppo (Father's Day, 1997)
- Ipotesi di complotto (Conspiracy Theory, 1997)
- Arma letale 4 (1998)
- Romeo deve morire (Romeo Must Die, 2000)
- Amici x la morte (Cradle 2 the Grave, 2003)
- Kiss Kiss Bang Bang (2005)
- Fred Claus - Un fratello sotto l'albero (Fred Claus, 2007)

### Warner Bros. e Village Roadshow Pictures
- Matrix (1999)
- Codice: Swordfish (Swordfish, 2001)
- Ferite mortali (Exit Wounds, 2001)
- Matrix Reloaded (2003)
- Matrix Revolutions (2003)
- Invasion (The Invasion, 2007)
- Il buio nell'anima (The Brave One, 2007)
- Speed Racer (2008)
- Sherlock Holmes (2009)

### 20th Century Fox
- Commando (1985)
- Jumpin' Jack Flash (1986)
- Predator (1987)
- Trappola di cristallo (Die Hard, 1988)
- 58 minuti per morire - Die Harder (Die Hard 2, 1990)
- Le avventure di Ford Fairlane (The Adventurs of Ford Fairlane, 1990)

### Altre compagnie
- Action Jackson (1988) Lorimar Pictures
- Il duro del Road House (Road House, 1989) United Artists
- Hudson Hawk - Il mago del furto (Hudson Hawk, 1991) TriStar Pictures
- L'ultimo boy scout (The last Boy Scout, 1991) Warner Bros. e Geffen Pictures
- Mister Hula Hoop (The Hudsucker Proxy, 1994) Warner Bros., PolyGram e Working Title Films
- Mezzanotte nel giardino del bene e del male (Midnight in the Garden of Good and Evil, 1997) Warner Bros. e Malpaso Productions
- Dungeons & Dragons - Che il gioco abbia inizio (Dungeons & Dragons, 2000) New Line Cinema
- V per Vendetta (V for Vendetta, 2005) Warner Bros., Virtual Studios e Vertigo
- Ninja Assassin (2009) Warner Bros., Legendary Pictures e Dark Castle Entertainment
- Codice: Genesi (The Book of Eli) (2010) Warner Bros. e Alcon Entertainment
- Gli occhi del dragone (Dragon Eyes) (2012) After Dark Films e Dark Castle Entertainment
- Non-Stop (2014) StudioCanal
- The Gunman, regia di Pierre Morel (2015) StudioCanal
- Autobahn - Fuori controllo (Collide), regia di Eran Creevy (2016)
- Suburbicon, regia di George Clooney (2017)
- Superfly, regia di Director X (2018), co-prodotto con Columbia Pictures, distribuito da Sony Pictures Entertainment
- Road House, regia di Doug Liman (2024), co prodotto con MGM, distribuito da Amazon MGM Studios

## Serie televisive
| Anno      | Serie                     | Creatore                  | Network                                | Note                                                                           |
| --------- | ------------------------- | ------------------------- | -------------------------------------- | ------------------------------------------------------------------------------ |
| 1999–2000 | Action                    | Chris Thompson            | Fox                                    | co-prodotta con Christopher Thompson Productions e Columbia TriStar Television |
| 1999–2000 | The Strip                 | Alfred Gough Miles Millar | UPN                                    | co-prodotta con Millar Gough Ink e Warner Bros. Television                     |
| 2000      | Freedom                   | Hans Tobeason             | UPN                                    | co-prodotta con Pandemonium Pictures Ltd. e Warner Bros. Television            |
| 2004      | Next Action Star          | N/A                       | NBC                                    | co-prodotta con Warner Bros. Television, NBC Studios e GRB Entertainment       |
| 2004–2007 | Veronica Mars             | Rob Thomas                | UPN (stagione 1–2) The CW (stagione 3) | co-prodotta con Rob Thomas Productions e Warner Bros. Television               |
| 2007–2008 | Moonlight                 | Ron Koslow Trevor Munson  | CBS                                    | co-prodotta con Warner Bros. Television                                        |
| 2014      | My Friends Call Me Johnny | N/A                       | Esquire Network                        |                                                                                |